# Caprellinoides elegans
Espèce
Caprellinoides elegans est une espèce de crustacés amphipodes de la famille des Caprellidae et de la sous-famille des Phtisicinae. Elle est trouvée dans la mer de Weddell.